# Edmond Moyart
Edmond Prosper Moyart (Celles, 16 november 1857 - 6 oktober 1923) was een Belgisch volksvertegenwoordiger, senator en burgemeester.

## Levensloop
Brouwer van beroep, werd Moyart in 1890 gemeenteraadslid en burgemeester van Celles. Van 1890 tot 1894 was hij ook provincieraadslid voor Henegouwen.
In 1894 werd hij verkozen tot katholiek volksvertegenwoordiger voor het arrondissement Doornik en vervulde dit mandaat tot in 1900. In 1921 werd hij verkozen tot provinciaal senator voor Henegouwen en bleef dit mandaat uitoefenen tot aan zijn dood.